# Elio Shazivari
Elio Shazivari (Tirana, 14 aprile 1985) è un ex calciatore albanese, di ruolo centrocampista.